# Rudolph Scheffer
Rudolph Herman Christiaan Carel Scheffer (Spaarndam, 12 september 1844 - Sindangjaya, Indonesië, 9 maart 1880) was een Nederlands botanicus en directeur van 's Lands Plantentuin te Buitenzorg.

## Biografie
Rudolph Scheffer groeide op in Spaarndam, Poortugaal en Weesp en was de broer van Willem Scheffer. Hij behaalde in 1864 zijn kandidaats in wiskunde en natuurkunde aan de Universiteit Utrecht en was voornemens om ook een propedeuse medicijnen te behalen. Op voorstel van de botanicus Miquel besloot hij zich echter te specialiseren in de plantenkunde en zich voor te bereiden op de post van directeur van 's Lands Plantentuin te Buitenzorg. Scheffer ontving van de Nederlandse regering een beurs van fl. 1.000,00 per jaar en promoveerde op 20 maart 1867 op het proefschrift De Myrsinaceis Archipelagi Indici. In de zomer van dat jaar ontving hij
een beurs om de Kew Gardens bij Londen en de Jardin des Plantes in Parijs te bezoeken.
In november 1867 vertrok Scheffer naar Nederlands-Indië. Hij nam de verdere ontwikkeling van 's Lands Plantentuin te Buitenzorg op Java op zich, onder meer door het openen van een museum en bibliotheek voor de plantentuin in 1874. Verder richtte hij een landbouwschool op voor de lokale bevolking. Ten behoeve van het onderwijs en voor landbouwkundig onderzoek opende hij in 1876 een cultuurtuin in Tjikeumeuh, nabij Buitenzorg. Ook voltooide Scheffer de ontwikkeling van een ‘bergtuin’ in Tjibodas, die door Johannes Elias Teijsmann was gestart.
Naast deze activiteiten bleef hij als wetenschapper actief. Hij publiceerde vanaf 1869 regelmatig zijn "Observationes phytographicae” en andere artikelen in het Natuurkundig Tijdschrift voor Nederlandsch-Indië en in 1876 verscheen het eerste deel van de “Annales du Jardin Botanique de Buitenzorg”.
Rudolph Scheffer werd in 1872 benoemd tot lid van de Deutsche Akademie der Wissenschaften Leopoldina, in navolging van de oprichter van ‘s Lands Plantentuin, Caspar Georg Carl Reinwardt. In 1873 werd hij erelid van de Nederlandsche Maatschappij der bevordering van Nijverheid. Verder werd Scheffer in 1876 benoemd tot ridder in de Orde van de Eikenkroon en in 1877 tot officier in de Koninklijke Orde van Cambodja.
In februari 1880 werd Scheffer ziek en op 9 maart van dat jaar overleed hij in het medisch centrum van Sindangjaya, nabij Buitenzorg. In 1882 werd een gedenksteen voor Scheffer geplaatst in de entree van het botanisch museum van ’s Lands Plantentuin.
Scheffer is vernoemd in de planten Schefferella Pierre (synonym Burckella; family Sapotaceae) and Schefferomitra Diels (family Annonaceae). Hij heeft de geslachten Gronophyllum, Heterospathe, Maniltoa and Rhopaloblaste. beschreven.

## Publicaties
- "Commentatio de myrsinaceis archipelagi Indici", 1867.
- "De myrsinaceis archipelagi Indici", 1867.
- "Observationes phytographicae", 1869-72.
- "Het Geslacht Diplanthera Banks et Sol.", 1870.[10]

- Author citation (botany): Scheff.
- Biografisch Portaal: 89779912
- Digitale Bibliotheek voor de Nederlandse Letteren: sche136
- Gemeinsame Normdatei: 136851622
- International Standard Name Identifier: 0000 0000 5762 5053
- Nederlandse Thesaurus van Auteursnamen: 069975531
- Réseau des bibliothèques de Suisse occidentale: 02-A023665436
- Virtual International Authority File: 81128444
- WorldCat: E39PBJdcwWPxrpDCtKcRxRbfMP